# Berufjarðartindur
Berufjarðartindur är en bergstopp i republiken Island. Den ligger i regionen Austurland, 400 km öster om huvudstaden Reykjavík. Toppen på Berufjarðartindur är 948 meter över havet.
Trakten runt Berufjarðartindur är nära nog obefolkad, med mindre än två invånare per kvadratkilometer. Det finns inga samhällen i närheten. Trakten runt Berufjarðartindur består i huvudsak av gräsmarker.